# Friedrich Wiegershaus
Friedrich Wiegershaus (né le 2 juin 1877 à Dilldorf, mort en 1934) est un homme politique allemand nationaliste.

## Biographie
Wiegershaus est le fils d'un maître boulanger. Il est commis de commerce et membre l'Association nationale allemande des employés du commerce (de), dont il dirige le groupe local d'Elberfeld en 1909 et dont il part avant la Première Guerre mondiale. En 1912, il est membre du conseil d'administration du Landesverband de Westmark et chef de la section d'Elberfeld du Parti social allemand (DSP). À partir de 1916, il dirige la section du Landesverband pour le Parti du peuple allemand (DvP).
Après la guerre, Wiegershaus est conseiller municipal à Elberfeld pour le Parti populaire national allemand (DNVP) au printemps 1919. À la suite de la fusion du DvP dans le DNVP, d'autres forment la Ligue du Peuple Allemand (Deutschvölkischen Bund) qui fusionne en octobre 1919 avec le Deutschvölkischer Schutz- und Trutzbund, fondé en février 1919. Ferdinand Werner en est le premier président, Friedrich Wiegershaus le second le 30 mars. Wiegershaus devient membre du Deutschvölkischer Schutz- und Trutzbund. Wiegershaus est à la tête du Gau de Rhénanie et, avec Werner, participe à la création de sections en Hesse et dans la partie inoccupée de la Rhénanie.
Wiegershaus et Werner s'opposent à la domination interne en faveur de l'Alldeutscher Verband au début du Deutschvölkischer Schutz- und Trutzbund. Werner, Wiegershaus et Artur Dinter s'agitent contre le président général du Deutschvölkischer Schutz- und Trutzbund, Alfred Roth (de). Ils se plaignent auprès de Konstantin von Gebsattel (de) qui dirige le parti en secret. Ils les nomme vice-présidents en avril 1920. La relation entre Roth et Wiegershaus reste exécrable, Roth ignore Wiegershaus. Lors d'une des dernières réunions du Deutschvölkischer Schutz- und Trutzbund à Berlin le 9 juillet 1922, Werner et Wiegershaus sont démis de leurs fonctions par Gertzlaff von Hertzberg (de).
Wiegershaus s'agite à Elberfeld, tout à fait dans la ligne du Deutschvölkischer Schutz- und Trutzbund, avec une question début mars 1920 à l'administration de la ville qui s'oppose à la distribution de 2 040 tonnes de farine de blé à Mazzeversorgung G.m.b.H. à Francfort-sur-le-Main. Dans le DNVP, pendant ce temps, il continue à travailler pour le mouvement völkisch. Lors du deuxième congrès du parti DNVP le 25 et 26 octobre 1920 à Hanovre, il prononce un discours en faveur de la proposition völkisch selon laquelle le DNVP doit prendre position sur la « question raciale » et exclure les juifs du parti (la demande est rejetée).
Lorsque le Schutz- und Trutzbund à l'été 1921 est en voie de dissolution en raison de rivalités personnelles, de mouvements de sécession et d'interdictions dans la plupart des Länder allemands après le meurtre de Walther Rathenau, dont Wiegershaus espère dans une lettre à Hertzberg le 21 juillet une union plus forte du mouvement völkisch, Wiegershaus, Werner, Artur Dinter et Theodor Fritsch, sont à la tête d'un groupe de militants qui s'oppose fermement à Roth et Hertzberg et fait campagne pour la fondation d'une nouvelle association völkisch sous la direction d'Ernst zu Reventlow. Avant même la fin du Schutz- und Trutzbund, Wiegershaus et Werner sont démis de leurs fonctions par Hertzberg lors des Deutscher Tag à Cobourg (14 et 15 octobre 1922).
Après que le DNVP pour les élections législatives allemandes de mai 1924 avec le Parti national-socialiste des travailleurs allemands, parti interdit, forme la liste Parti national-socialiste de la liberté (Nationalsozialistische Freiheitspartei), Wiegershaus rencontre lors du congrès du parti qui allie le mouvement völkisch et le nationalisme allemand à Weimar en août de la même année Joseph Goebbels qui l'embauche début septembre en tant que rédacteur pour son magazine à faible tirage Völkische Freiheit. Début octobre, il est chef de l'équipe éditoriale, composée uniquement de lui-même. Après la libération d'Adolf Hitler le 20 décembre 1924, Goebbels fait une réunion dans le bureau de Völkische Freiheit. Un peu plus tard, Goebbels publie lui-même une demande d'emploi en tant que rédacteur en chef dans le magazine le 17 janvier 1925, ce qui signifie le licenciement de Wiegershaus.
En décembre 1924, Wiegershaus est élu pour le NF au parlement prussien, auquel il appartient depuis la session constitutive de janvier 1925 jusqu'à sa démission après les élections de mai 1928.